# Rolls-Royce Conway
Rolls-Royce RB.80 Conway byl první sériově vyráběný dvouproudový motor. Vývoj začal ve firmě Rolls-Royce během 40. let, ale motor byl do letounů montován pouze krátce na přelomu 50. a 60. let předtím, než ho nahradily motory novějsích konstrukcí. Conway poháněl např. letouny Handley Page Victor, Vickers VC10, Boeing 707-420 a Douglas DC-8-40.
Názvem „Conway“ se řadí mezi turbíny nazvané po řekách, jde o staroanglický název pro řeku Conwy ve Walesu.

## Varianty
RCo.11
RCo.12
RCo.17
RCo.42
RCo.43

## Specifikace (Conway)

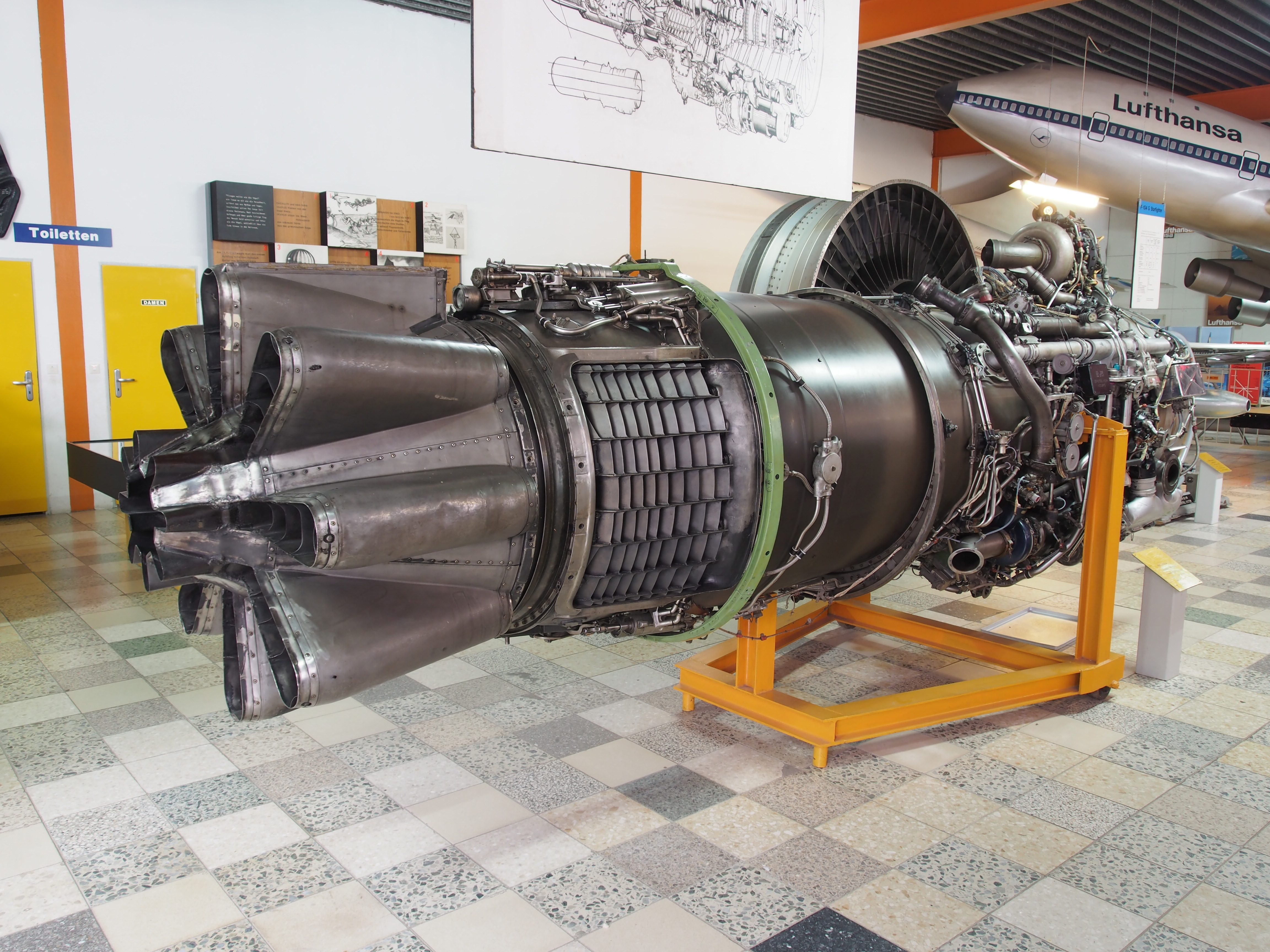
Rolls-Royce Conway z letounu Boeing 707

### Technické údaje
- Typ: dvouproudový motor
- Průměr: 37,6 palce
- Délka: 134,21 palce
- Hmotnost suchého motoru: 2 000 kg

### Součásti
- Kompresor: axiální, 9 vysokotlakých a 7 nízkotlakých stupňů
- Spalovací komora: smíšená trubko-prstencová
- Turbína: 1 vysokotlaký stupeň, 2 nízkotlaké stupně

### Výkony
- Maximální tah: 76,3 kN
- Obtokový poměr: 0,25
- Měrná spotřeba paliva: 0,87 lb/(h·lbf)